# Richard Suyten
Richard Suyten, né le 11 octobre 1967, est un patineur de vitesse sur piste courte néerlandais.

## Biographie
Aux épreuves de Patinage de vitesse sur piste courte aux Jeux olympiques de 1988, il remporte le relais masculin avec Charles Veldhoven, Peter van der Velde et Jaco Mos.

## Palmarès
- 1990 :  Championnats du monde, relais 5 000 m
- 1989 :  Championnats du monde, relais 5 000 m
- 1988 :  Jeux olympiques, relais 5 000 m
- 1988 :  Championnats du monde, classement général
- 1988 :  Championnats du monde, relais 5 000 m